# نام من ارل است
نام من ارل است مجموعه تلویزیونی کمدی موقعیت محصول سال‌های ۲۰۰۵ الی ۲۰۰۹ آمریکا و برندهٔ سه جایزهٔ امی است.
هر قسمت از این مجموعه با این مقدمه از زبان ارل شروع می‌شود:
آن نمونه اشخاص را می‌شناسید که جز کارهای زشت، عملی انجام نمی‌دهند و بعداً حیرت می‌کنند که چرا زندگی‌شان به گند کشیده شده است؟ خب من اینطوری بودم. هر بار که اتفاق خوبی برایم رخ می‌داد، همیشه چیز بدی هم، یک گوشه در انتظارم بود: کارما.
حالا متوجه شدم زمان آن فرا رسیده که تغییر کنم. برای همین فهرستی از کارهایی زشتی که انجام داده‌ام تهیه کردم و می‌خواهم یکی یکی، تمامی اشتباهاتم را جبران کنم. سعی می‌کنم آدم بهتری شوم. نام من ارل است.

## داستان

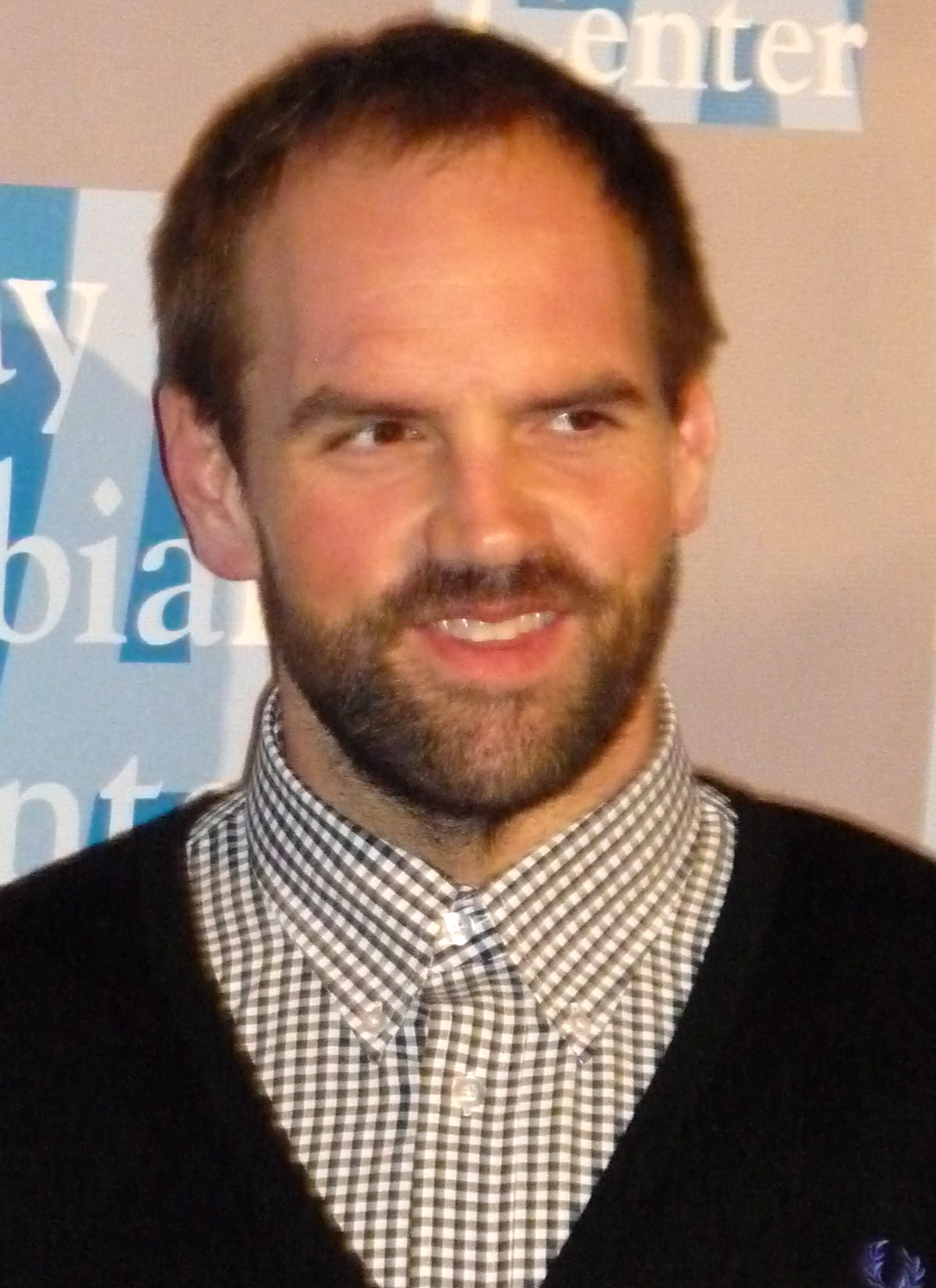
بازیگر اتان ساپلی

ارل هیکی لات حقیری ساکن ناکجا آباد کمدن است. بلیط بخت آزمایی خود را که برندهٔ جایزهٔ صدهزار دلاری است در اثر برخورد با یک خودرو از دست می‌دهد.
او روی تخت بیمارستان، تحت تاثیر مرفین، به هنگام تماشای برنامهٔ تلویزیونی دربارهٔ کارما، به سزای گنهکاران در همین دنیا اعتقاد پیدا می‌کند. برای تغییر در زندگی‌اش، فهرستی از تمامی کارهایی بدی که انجام داده تهیه می‌کند تا در پی جبران گذشتهٔ سراسر خطای خود باشد.
با اولین اقدام بلیط صدهزار دلاری گمشده‌اش را می‌یابد و آن را نشانی از پاداش کارمایه می‌پندارد. از آن پس، با داشتن ثروت بادآورده، در انجام کارهای نیک بر اساس فهرستش مصمم‌تر می‌شود.

## شخصیت‌های اصلی
- ارل: راوی و شخصیت اصلی
- اندی: برادر کند ذهن و ساده دل ارل که همراه ارل در مسافرخانه‌ای زندگی می‌کند
- جوی: همسر سابق ارل
- دارنل: همسر جوی
- کاتالینا: سرایدار مسافرخانه

## جوایز
- مارک باکلند برندهٔ جایزه امی کارگردانی
- گرگ گارسیا برندهٔ جایزه امی نگارش
- جیمی پرسلی برندهٔ جایزه امی بازیگری